# Subdivisões da Coreia do Sul
A Coreia do Sul está subdividida em oito províncias (도; 道; Do), seis cidades metropolitanas (광역시; 廣域市; Gwangyeoksi), cada uma província e cidade autónomas especiais (특별자치도; 特別自治道; Teukbyeoljachido e 특별자치시; 特別自治市; Teukbyeoljachisi) e uma cidade especial (특별시; 特別市; Teukbyeolsi).